# Полпенаце дел Гарда
Полпенаце дел Гарда (итал. Polpenazze del Garda) је насеље у Италији у округу Бреша, региону Ломбардија.
Према процени из 2011. у насељу је живело 1449 становника. Насеље се налази на надморској висини од 210 м.

## Становништво
Према резултатима пописа становништва 2011. у општини је живело 2.468 становника.
| 1951. | 1961. | 1971. | 1981. | 1991. | 2001. | 2011. |
| ----- | ----- | ----- | ----- | ----- | ----- | ----- |
| 1.487 | 1.377 | 1.309 | 1.379 | 1.567 | 2.028 | 2.468 |